# SMPlayer
SMPlayer è un'interfaccia grafica multipiattaforma per MPlayer e mpv e fork di Mplayer che utilizzano Widget offerti da Qt. SMPlayer è un Free and Open Source Software soggetto ai termini della GNU General Public License versione 2 o successiva. SMplayer è stato localizzato in più di 30 lingue.

## Pacchetti

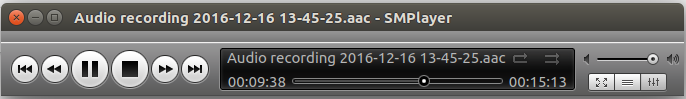
Interfaccia che riproduce un file audio su Ubuntu 16.10

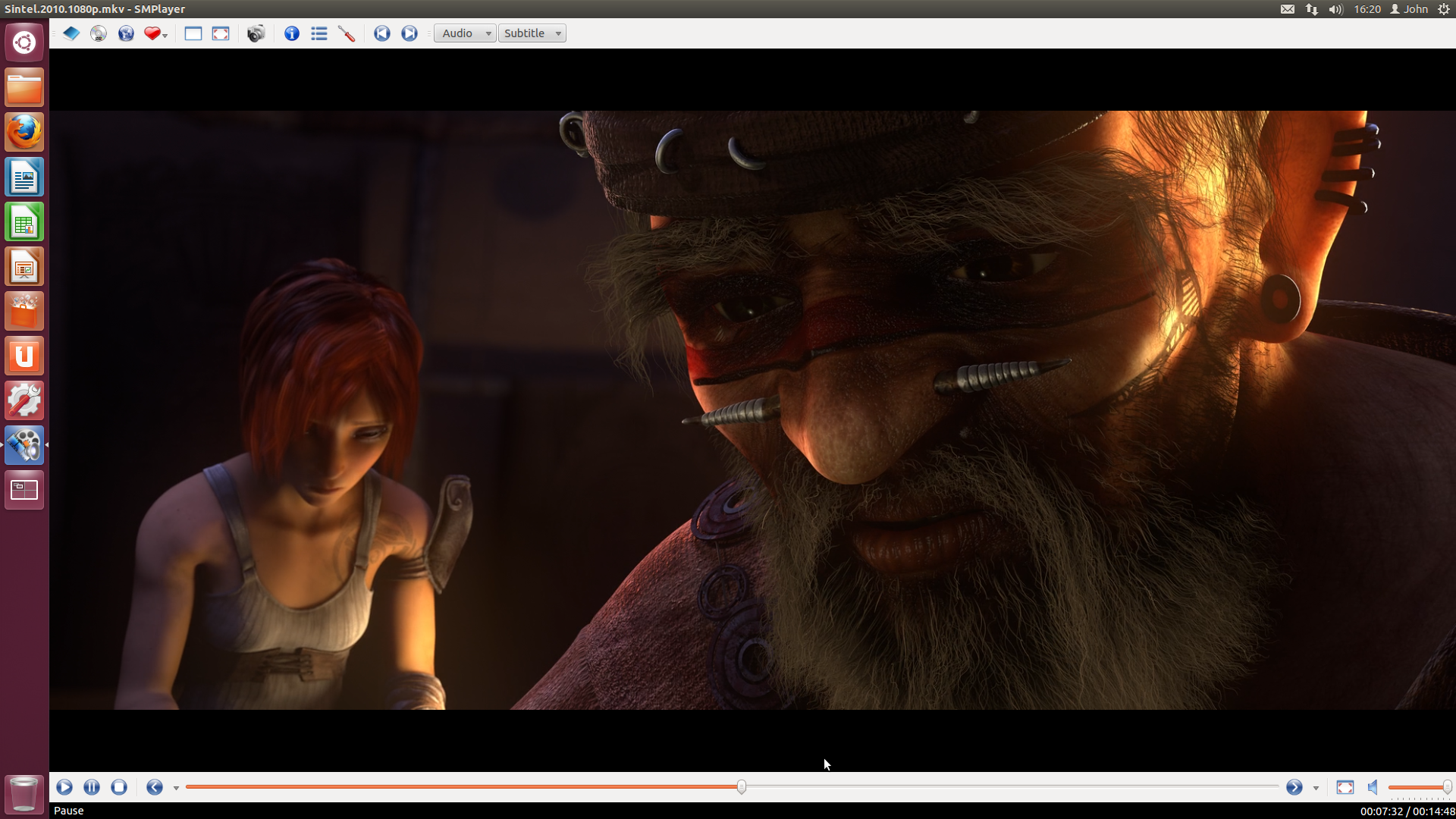
SMPlayer riproduce il filmato Sintel su Ubuntu 12.04.

SMPlayer è compilato con Qt ed è basato su MPlayer. Ciò lo rende abbastanza portabile, poiché MPlayer e Qt sono già disponibili su tutti i principali sistemi operativi. Sui sistemi operativi su cui SMPlayer non è ancora stato portato, è probabile che sia possibile eseguire l'applicazione tramite compatibilità binaria con un altro Unix o Linux.
Oltre ai pacchetti Windows, sono forniti pacchetti binari ufficiali per Ubuntu. Molte distribuzioni forniscono pacchetti nei loro repository.
Per FreeBSD, SMPlayer è disponibile per l'installazione dalla sorgente tramite FreeBSD Ports ed è disponibile anche come pacchetti binari per la maggior parte delle principali release di FreeBSD.
OpenBSD fornisce anche pacchetti binari ed è disponibile anche nella sua ports collection.
SMPlayer non è ancora disponibile su NetBSD o DragonFly BSD, né in formato binario né in pkgsrc. NetBSD dovrebbe essere in grado di eseguire il binario FreeBSD senza troppi problemi.

### Windows
Le versioni correnti di SMPlayer raggruppano tutti i codec all'interno dell'installer, quindi non c'è più bisogno di una connessione web durante l'installazione. In origine, SMPlayer era distribuito con un setup generato da NSIS (in precedenza Inno Setup) dalla versione 0.6.7. Questo installer era in grado di scaricare e installare gli ultimi pacchetti di codec MPlayer e MPlayer durante l'installazione. Era disponibile un programma di installazione alternativo con MPlayer incluso per le installazioni offline.
Versioni "portabili" (senza programma di installazione) sono disponibili anche nel formato PortableApps. Uno sviluppatore indipendente di Doom9 offre diversi pacchetti Windows basati sui binari di MPlayer portati da Gianluigi Tiesi.

### Fork abbandonati
- UMPlayer: un fork abbandonato che offriva integrazione con flussi SHOUTcast e supporto per Mac OS X.[7][8][9] Poiché il progetto UMPlayer non è più attivo, il team di SMPlayer consiglia di usare SMPlayer al suo posto, tuttavia, fornisce la propria versione aggiornata di UMPlayer con correzioni per il suo supporto YouTube[10]
- SMPlayer2: un fork abbandonato mirato agli utenti di mplayer2, sostituito dal 2014 da SMPlayer con mpv.[1][11]

## Caratteristiche
- Interfaccia semplice
- Possibilità di riprendere le riproduzione del video da dove si era interrotto (resume)
- Supporto ai sottotitoli
- Sono disponibili diverse skin e temi di icone